# New Jersey Devils
New Jersey Devils är en amerikansk ishockeyorganisation vars lag är baserat i Newark i New Jersey och har varit medlemsorganisation i National Hockey League (NHL) sedan den 27 maj 1982. De har dock sitt ursprung från den 8 juni 1972 när Kansas City Scouts anslöt sig till NHL. Scouts spelade 1974–1976 i NHL innan de lämnade Kansas City i Missouri för Denver i Colorado för att vara Colorado Rockies. Den 27 maj 1982 såldes Rockies till nya ägare och Rockies flyttades till East Rutherford i New Jersey för att vara just New Jersey Devils. Hemmaarenan är Prudential Center och invigdes den 25 oktober 2007.
Laget spelar i Metropolitan Division tillsammans med Carolina Hurricanes, Columbus Blue Jackets, New York Islanders, New York Rangers, Philadelphia Flyers, Pittsburgh Penguins och Washington Capitals.
Devils har vunnit Stanley Cup för säsongerna 1994–1995, 1999–2000 och 2002–2003. De har haft en del namnkunniga spelare genom åren som bland andra Martin Brodeur, Scott Stevens, Patrik Eliáš, Scott Niedermayer, Scott Gomez, John MacLean, Brendan Shanahan, Zach Parise, Petr Sýkora, Claude Lemieux, Kirk Muller, Pat Verbeek, Bobby Holík, Brian Rafalski och Ken Daneyko.

## Historia
1982 flyttade laget till New Jersey och tog sitt nuvarande namn, med inspiration från Jerseydemonen. Över 10 000 människor deltog i en tävling, anordnad av lokala tidningar, för att hitta på ett namn.
New Jersey Devils var sedan mitten av 1990-talet bland de starkaste lagen, speciellt före NHL-lockouten säsongen 2004–2005. Laget vann Stanley Cup åren 1995, 2000 och 2003. De hade länge sin stora målvaktsprofil Martin Brodeur, som rankades i den absoluta toppen av NHL:s målvakter.

### Stanley Cup-slutspel

#### 1980-talet
- 1983 - Missade slutspel.
- 1989 - Missade slutspel.

#### 1990-talet
- 1990 - Förlorade i första ronden mot Washington Capitals med 4-2 i matcher.
- 1994 - Förlorade i tredje ronden mot New York Rangers med 4-3 i matcher.
- 1995 - Vann finalen mot Detroit Red Wings med 4-0 i matcher.
  - Tommy Albelin, Martin Brodeur, Neal Broten, Sergej Brylin, Bobby Carpenter, Shawn Chambers, Tom Chorske, Danton Cole, Ken Daneyko, Kevin Dean, Jim Dowd, Bruce Driver, Bill Guerin, Bobby Holik, Claude Lemieux, Chris McAlpine, Randy McKay, John MacLean, Scott Niedermayer, Mike Peluso, Stéphane Richer, Brian Rolston, Scott Stevens (C), Chris Terreri & Valeri Zelepukin – Jacques Lemaire.

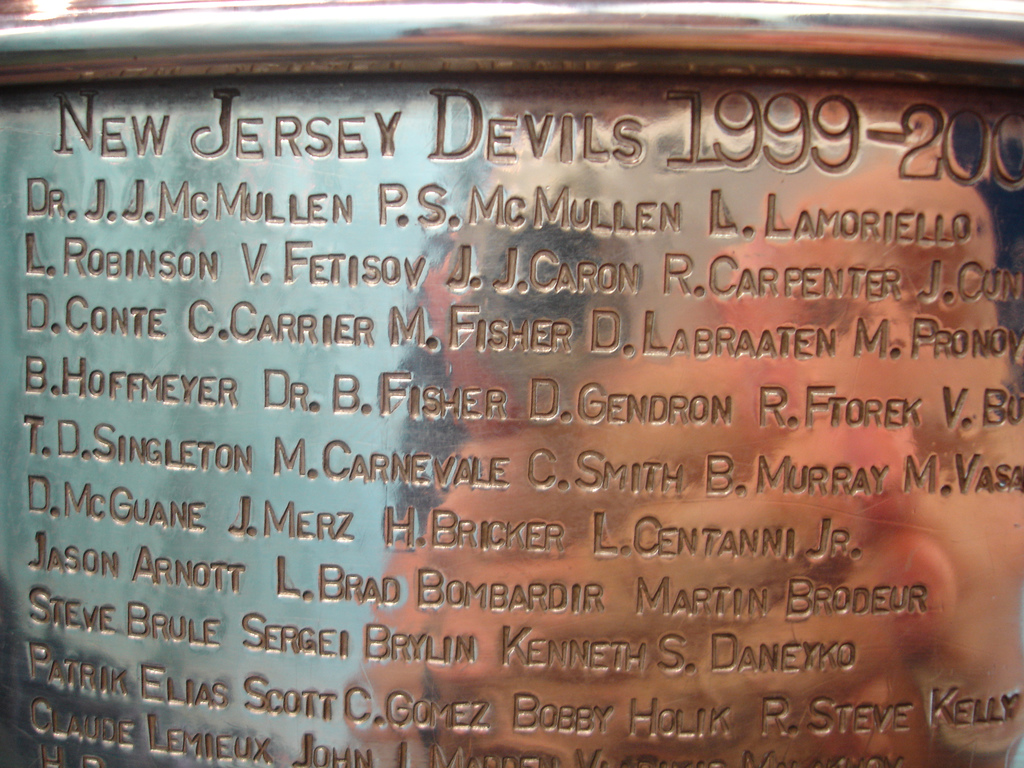
Ledarna och spelarna som vann 2000 är ingraverade på Stanley Cup-bucklan.

- 1996 - Missade slutspel.
- 1999 - Förlorade i första ronden mot Pittsburgh Penguins med 4-3 i matcher.

#### 2000-talet
- 2000 – Vann finalen mot Dallas Stars med 4–2 i matcher.
  - Jason Arnott, Brad Bombardir, Martin Brodeur, Steve Brulé, Sergej Brylin, Ken Danyeko, Patrik Eliáš, Scott Gomez, Bobby Holik, Steve Kelly, Claude Lemieux, John Madden, Vladimir Malachov, Randy McKay, Aleksandr Mogilnyj, Sergej Nemtjinov, Scott Niedermayer, Krzysztof Oliwa, Jay Pandolfo, Brian Rafalski, Scott Stevens (C), Ken Sutton, Petr Sýkora, Chris Terreri & Colin White – Larry Robinson.
- 2001 – Förlorade finalen mot Colorado Avalanche med 4–3 i matcher.
- 2002 – Förlorade i första ronden mot Carolina Hurricanes med 4–2 i matcher.

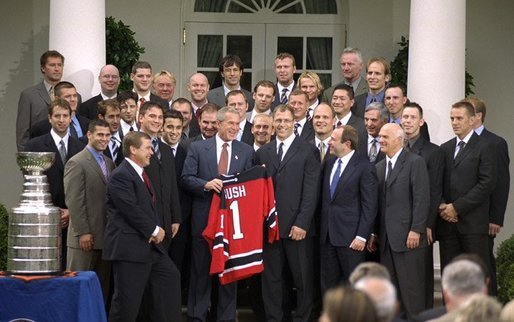
New Jersey Devils med den dåvarande presidenten George W. Bush i Vita Huset efter att de vunnit Stanley Cup 2003.

- 2003 – Vann finalen mot Mighty Ducks of Anaheim med 4–3 i matcher.
  - Tommy Albelin, Christian Berglund, Jiří Bicek, Martin Brodeur, Sergej Brylin, Ken Danyeko, Patrik Eliáš, Jeff Friesen, Brian Gionta, Scott Gomez, Jamie Langenbrunner, John Madden, Grant Marshall, Jim McKenzie, Scott Niedermayer, Joe Nieuwendyk, Jay Pandolfo, Brian Rafalski, Pascal Rheaume, Michael Rupp, Corey Schwab, Richard Šmehlík, Scott Stevens (C), Turner Stevenson, Petr Sýkora, Oleg Tverdovskij & Colin White – Pat Burns.
- 2004 – Förlorade i första ronden mot Philadelphia Flyers med 4–1 i matcher.
- 2009 – Förlorade i första ronden mot Carolina Hurricanes med 4–3 i matcher.

#### 2010-talet
- 2010 – Förlorade i första ronden mot Philadelphia Flyers med 4-1 i matcher.
- 2019 – Missade slutspel.

#### 2020-talet
- 2020 – Missade slutspel.
- 2025 – Förlorade i första ronden mot Carolina Hurricanes med 4–1 i matcher.

Spelare med kursiv stil fick inte sina namn ingraverade på Stanley Cup-pokalen.

## Nuvarande spelartrupp

### Spelartruppen 2025/2026
Senast uppdaterad: 25 juli 2025.

Alla spelare som har kontrakt med New Jersey Devils och har spelat för dem under aktuell säsong listas i spelartruppen. Spelarnas löner är i amerikanska dollar och är vad de skulle få ut om de vore i NHL-truppen under hela grundserien (oktober–april). Löner i kursiv stil är ej bekräftade.
| Målvakter                                                                                     | Målvakter | Målvakter                 | Målvakter          | Målvakter   | Målvakter | Målvakter | Målvakter      | Målvakter                   | Målvakter | Målvakter |
| Nr                                                                                            |           | Namn                      | Namn               | Lön 25/26   |           | Kontrakt  | Kom till laget | Kom ifrån                   |           |           |
| --------------------------------------------------------------------------------------------- | --------- | ------------------------- | ------------------ | ----------- | --------- | --------- | -------------- | --------------------------- | --------- | --------- |
| 25                                                                                            | Sverige   | Jacob Markström           | Jacob Markström    | $6 000 000  | [ 13 ]    | 2026      | 2024           | Calgary Flames              |           |           |
| 34                                                                                            | Kanada    | Jake Allen                | Jake Allen         | $2 250 000  | [ 14 ]    | 2030      | 2024           | Montreal Canadiens          |           |           |
| 50                                                                                            | Kanada    | Nico Daws                 | Nico Daws          | $850 000    | [ 15 ]    | 2026      | 2025           | Utica Comets                |           |           |
| 51                                                                                            | Kanada    | Tyler Brennan             | Tyler Brennan      | $870 000    | [ 16 ]    | 2026      | 2023           | Prince George Cougars       |           |           |
| 85                                                                                            | Tjeckien  | Jakub Málek               | Jakub Málek        | $867 500    | [ 17 ]    | 2026      | 2024           | Ilves                       |           |           |
| Backar                                                                                        |           |                           |                    |             |           |           |                |                             |           |           |
| Nr                                                                                            |           | Namn                      | Namn               | Lön 25/26   |           | Kontrakt  | Kom till laget | Kom ifrån                   |           |           |
| 5                                                                                             | Kanada    | Brenden Dillon            | Brenden Dillon     | $4 000 000  | [ 18 ]    | 2027      | 2024           | Winnipeg Jets               |           |           |
| 7                                                                                             | Kanada    | Dougie Hamilton           | Dougie Hamilton    | $11 550 000 | [ 19 ]    | 2028      | 2021           | Carolina Hurricanes         |           |           |
| 8                                                                                             | Kanada    | Johnny Kovacevic          | Johnny Kovacevic   | $5 250 000  | [ 20 ]    | 2030      | 2024           | Montreal Canadiens          |           |           |
| 17                                                                                            | Slovakien | Šimon Nemec               | Šimon Nemec        | $855 000    | [ 21 ]    | 2026      | 2023           | Utica Comets                |           |           |
| 22                                                                                            | USA       | Brett Pesce               | Brett Pesce        | $6 000 000  | [ 22 ]    | 2030      | 2024           | Carolina Hurricanes         |           |           |
| 24                                                                                            | USA       | Seamus Casey              | Seamus Casey       | $950 000    | [ 23 ]    | 2027      | 2024           | Michigan Wolverines         |           |           |
| 38                                                                                            | Finland   | Topias Vilén              | Topias Vilén       | $775 000    | [ 24 ]    | 2026      | 2023           | Pelicans                    |           |           |
| 44                                                                                            | Kanada    | Dennis Cholowski          | Dennis Cholowski   | $775 000    | [ 25 ]    | 2026      | 2025           | New York Islanders          |           |           |
| 71                                                                                            | Schweiz   | Jonas Siegenthaler        | Jonas Siegenthaler | $3 200 000  | [ 26 ]    | 2028      | 2021           | Washington Capitals         |           |           |
| --                                                                                            | Kanada    | Calen Addison             | Calen Addison      | $775 000    | [ 27 ]    | 2026      | 2025           | Springfield Thunderbirds    |           |           |
| --                                                                                            | Kanada    | Mikael Diotte             | Mikael Diotte      | $950 000    | [ 28 ]    | 2027      | 2024           | Voltigeurs de Drummondville |           |           |
| --                                                                                            | Kanada    | Ethan Edwards             | Ethan Edwards      | $925 000    | [ 29 ]    | 2027      | 2025           | Michigan Wolverines         |           |           |
| --                                                                                            | Kanada    | Jeremy Hanzel             | Jeremy Hanzel      | $850 000    | [ 30 ]    | 2027      | 2026           | Atlanta Gladiators          |           |           |
| --                                                                                            | Kanada    | Colton White              | Colton White       | $775 000    | [ 31 ]    | 2026      | 2024           | San Diego Gulls             |           |           |
| Forwards                                                                                      |           |                           |                    |             |           |           |                |                             |           |           |
| Nr                                                                                            |           | Namn                      | Pos                | Lön 25/26   |           | Kontrakt  | Kom till laget | Kom ifrån                   |           |           |
| 11                                                                                            | USA       | Stefan Noesen             | HF/VF              | $2 750 000  | [ 32 ]    | 2027      | 2024           | Carolina Hurricanes         |           |           |
| 12                                                                                            | Kanada    | Cody Glass                | C                  | $2 500 000  | [ 33 ]    | 2027      | 2025           | Pittsburgh Penguins         |           |           |
| 13                                                                                            | Schweiz   | Nico Hischier1 − 2017 – C | C/VF               | $8 000 000  | [ 34 ]    | 2027      | 2017           | Halifax Mooseheads          |           |           |
| 16                                                                                            | Kanada    | Nathan Légaré             | HF                 | $775 000    | [ 35 ]    | 2026      | 2024           | Utica Comets                |           |           |
| 18                                                                                            | Tjeckien  | Ondřej Palát − A          | VF/HF              | $4 950 000  | [ 36 ]    | 2027      | 2022           | Tampa Bay Lightning         |           |           |
| 21                                                                                            | USA       | Marc McLaughlin           | C                  | $775 000    | [ 37 ]    | 2026      | 2025           | Utica Comets                |           |           |
| 23                                                                                            | Kanada    | Kurtis MacDermid          | VF/B               | $1 200 000  | [ 38 ]    | 2027      | 2024           | Colorado Avalanche          |           |           |
| 28                                                                                            | Schweiz   | Timo Meier                | HF/VF              | $10 750 000 | [ 39 ]    | 2031      | 2023           | San Jose Sharks             |           |           |
| 39                                                                                            | USA       | Mike Hardman              | VF/HF              | $775 000    | [ 40 ]    | 2026      | 2024           | Utica Comets                |           |           |
| 47                                                                                            | USA       | Paul Cotter               | C/YF               | $775 000    | [ 41 ]    | 2026      | 2024           | Vegas Golden Knights        |           |           |
| 48                                                                                            | USA       | Brian Halonen             | VF/HF              | $775 000    | [ 42 ]    | 2026      | 2025           | Utica Comets                |           |           |
| 63                                                                                            | Sverige   | Jesper Bratt − A          | VF/HF              | $9 000 000  | [ 43 ]    | 2031      | 2017           | AIK Ishockey                |           |           |
| 86                                                                                            | USA       | Jack Hughes1 − 2019 − A   | C/VF               | $8 500 000  | [ 44 ]    | 2030      | 2019           | Team USA                    |           |           |
| 89                                                                                            | Kanada    | Josh Filmon               | VF                 | $870 000    | [ 45 ]    | 2027      | 2023           | Swift Current Broncos       |           |           |
| 91                                                                                            | Kanada    | Dawson Mercer             | C/HF               | $4 750 000  | [ 46 ]    | 2027      | 2021           | Saguenéens de Chicoutimi    |           |           |
| --                                                                                            | USA       | Thomas Bordeleau          | C/VF               | $775 000    | [ 47 ]    | 2026      | 2025           | San Jose Barracuda          |           |           |
| --                                                                                            | Kanada    | Connor Brown              | HF/VF              | $3 500 000  | [ 48 ]    | 2029      | 2025           | Edmonton Oilers             |           |           |
| --                                                                                            | Kanada    | Angus Crookshank          | VF                 | $775 000    | [ 49 ]    | 2027      | 2025           | Belleville Senators         |           |           |
| --                                                                                            | Ryssland  | Jevgenij Dadonov          | HF/VF              | $1 000 000  | [ 50 ]    | 2026      | 2025           | Dallas Stars                |           |           |
| --                                                                                            | Ryssland  | Arsenj Gritsjuk           | HF                 | $925 000    | [ 51 ]    | 2026      | 2025           | SKA Sankt Petersburg        |           |           |
| --                                                                                            | USA       | Jonathan Gruden           | VF                 | $775 000    | [ 52 ]    | 2026      | 2025           | W-B/Scranton Penguins       |           |           |
| --                                                                                            | Finland   | Lenni Hämeenaho           | HF                 | $950 000    | [ 53 ]    | 2028      | 2025           | Ässät                       |           |           |
| --                                                                                            | USA       | Shane Lachance            | VF                 | $925 000    | [ 54 ]    | 2027      | 2025           | Boston University Terriers  |           |           |
| --                                                                                            | Finland   | Juho Lammikko             | C/VF               | $800 000    | [ 55 ]    | 2026      | 2025           | ZSC Lions                   |           |           |
| --                                                                                            | Kanada    | Xavier Parent             | VF                 | $850 000    | [ 56 ]    | 2026      | 2025           | Utica Comets                |           |           |
| --                                                                                            | USA       | Ryan Schmelzer            | C                  | $775 000    | [ 57 ]    | 2026      | 2024           | Utica Comets                |           |           |
| --                                                                                            | Kanada    | Cam Squires               | HF                 | $870 000    | [ 58 ]    | 2027      | 2024           | Cape Breton Eagles          |           |           |
| --                                                                                            | USA       | Dylan Wendt               | HF                 | $870 000    | [ 59 ]    | 2026      | 2024           | Western Michigan Broncos    |           |           |
| Positioner: C – HF – VF – YF \| C = Lagkapten; A = Assisterande lagkapten \| = Långtidsskadad |           |                           |                    |             |           |           |                |                             |           |           |

#### Spelargalleri

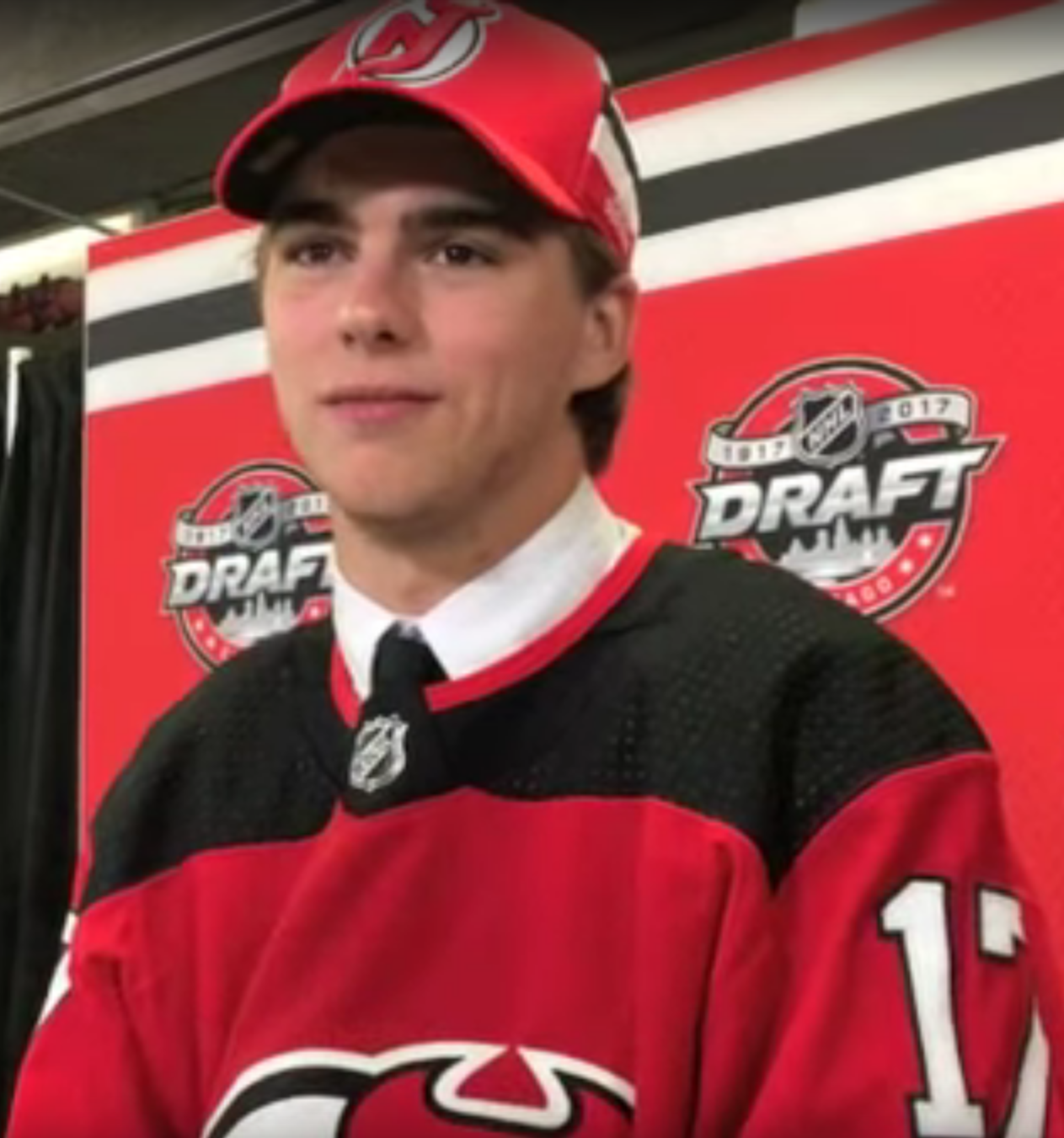
Nico Hischier
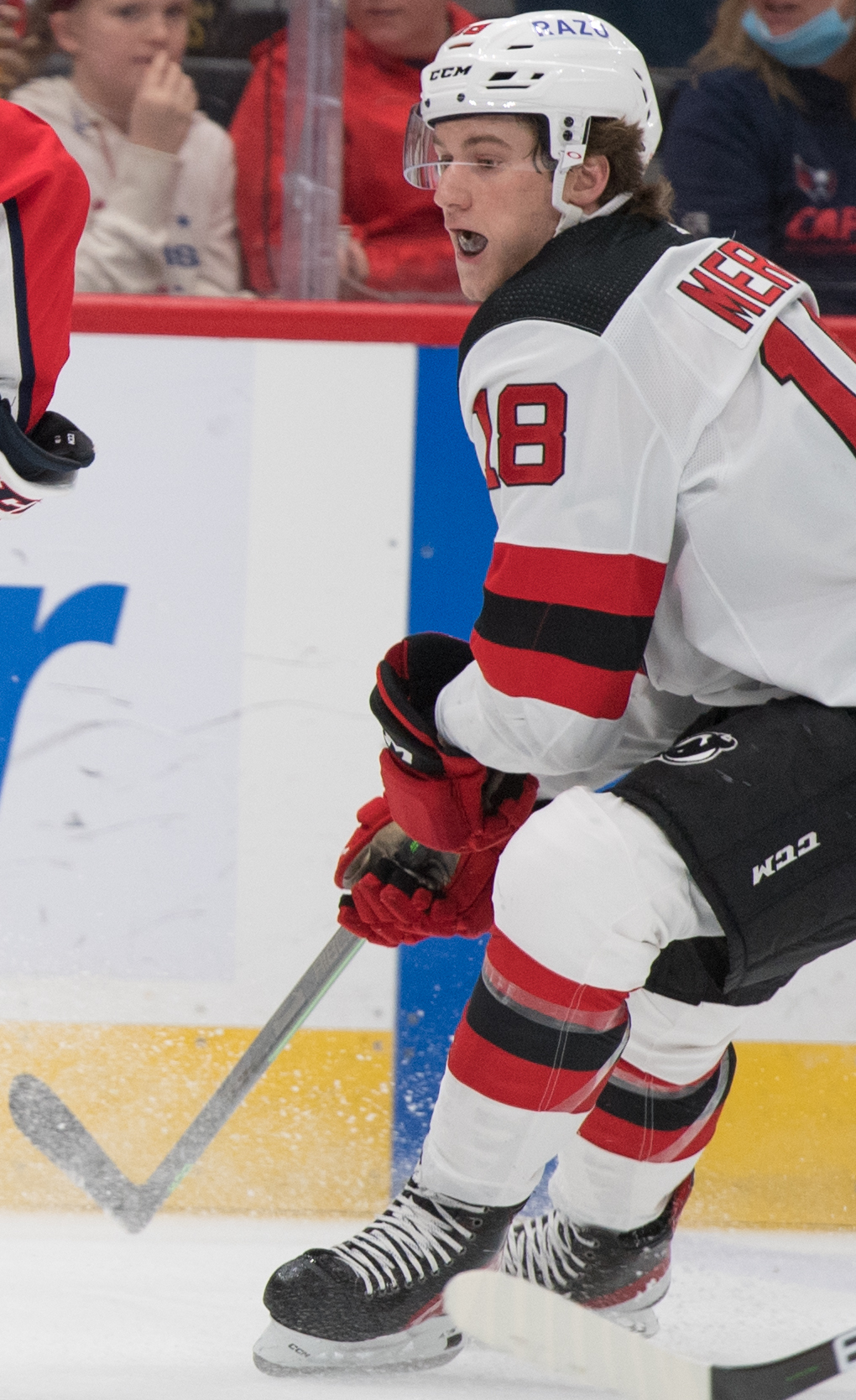
Dawson Mercer
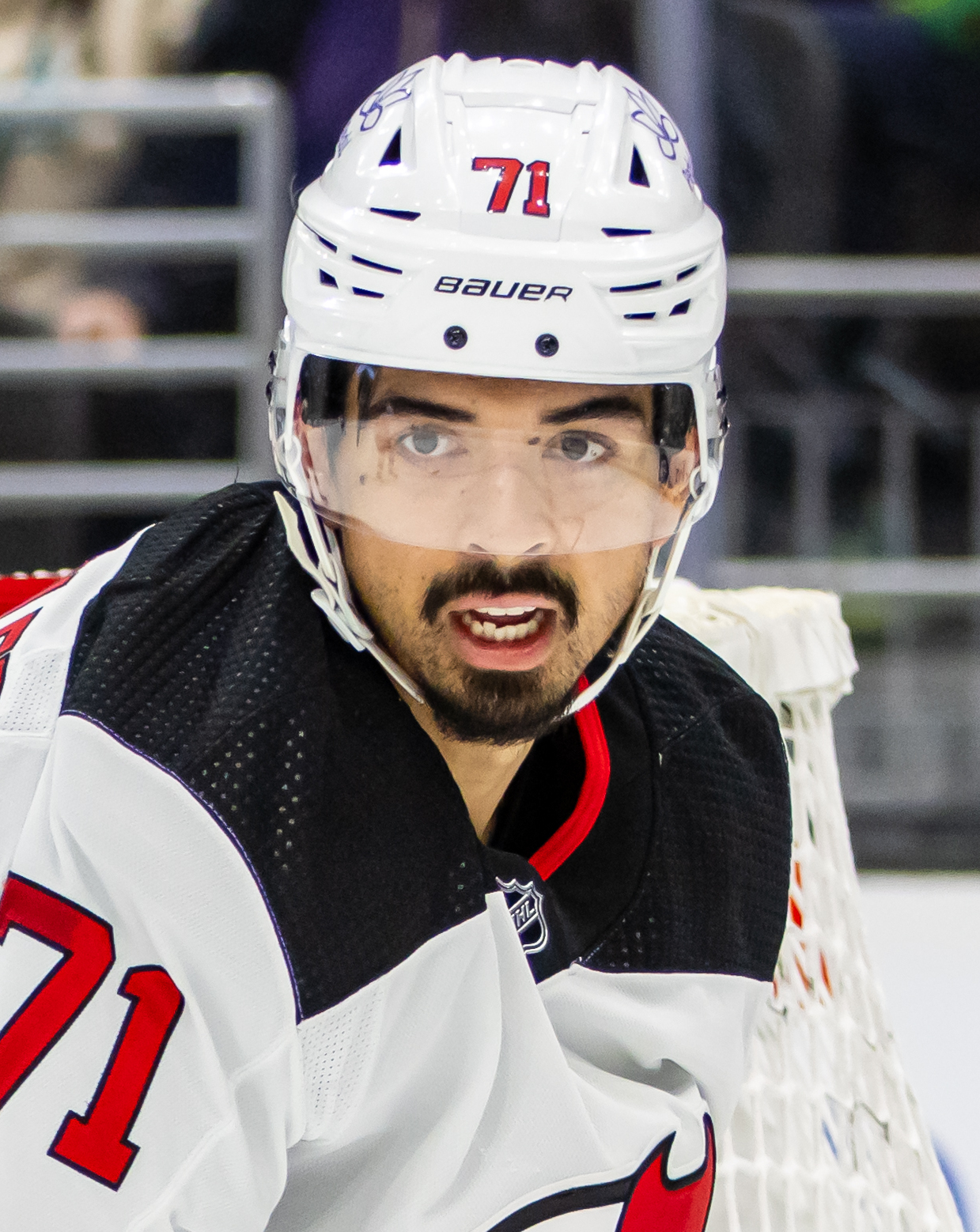
Jonas Siegenthaler

## Staben

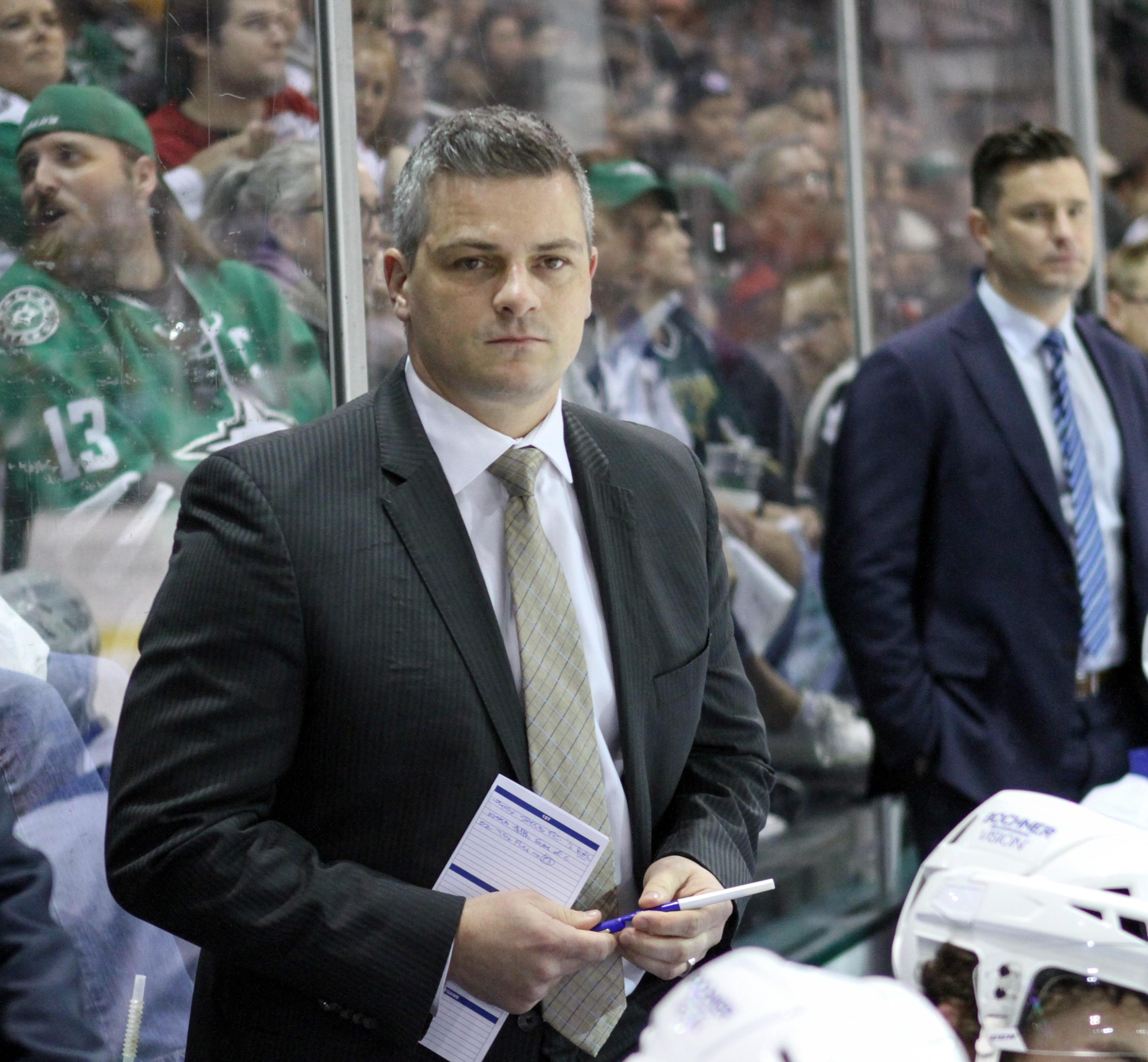
Sheldon Keefe, 2018.

Uppdaterat: 24 maj 2024
| Yrkestitel                                           | Namn             |
| ---------------------------------------------------- | ---------------- |
| President för ishockeyverksamheten & general manager | Tom Fitzgerald   |
| Tränare                                              | Sheldon Keefe    |
| Assisterande tränare                                 | Sergej Brylin    |
| Assisterande tränare                                 | Ryan McGill      |
| Assisterande tränare                                 | Chris Taylor     |
| Målvaktstränare                                      | Dave Rogalski    |
| Målvaktsutvecklingstränare                           | Scott Clemmensen |
| Chefsvideotränare                                    | Jerry Dineen     |
| Videotränare                                         | Ian Greenwald    |
| Chef för spelarutveckling                            | Meghan Duggan    |
| Utvecklingstränare                                   | Mark Voakes      |
| Utvecklingstränare                                   | Eric Weinrich    |
| Utvecklingstränare för Europa                        | Esa Pirnes       |

## Utmärkelser

### Pensionerade nummer

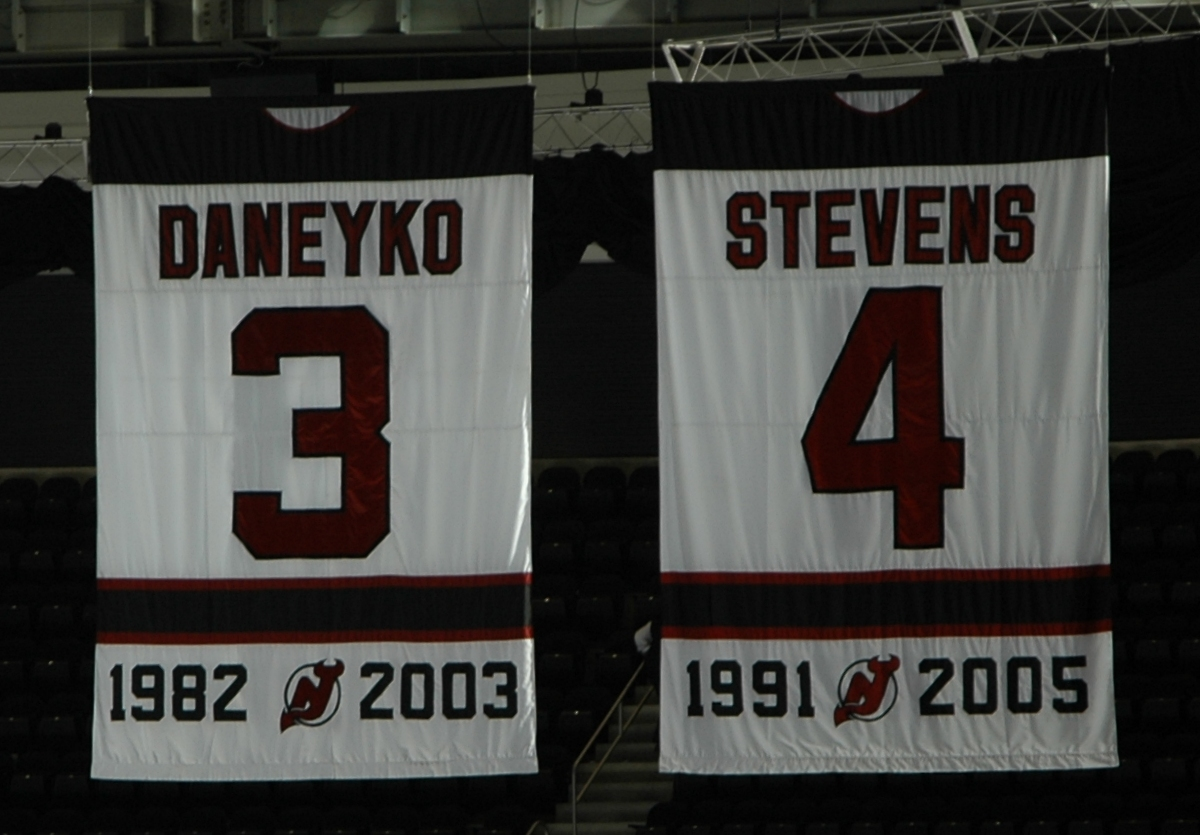
Pensionerade spelarnummer.

Fem spelares nummer har blivit "pensionerade" av klubben, det vill säga ingen annan spelare kommer någonsin att få använda samma nummer i New Jersey Devils. Ytterligare ett nummer har blivit pensionerat av själva ligan.
- #3 - Ken Daneyko 1982–2003
- #4 - Scott Stevens 1991–2005
- #26 - Patrik Eliáš 1995–2016
- #27 - Scott Niedermayer 1991–2004
- #30 -  Martin Brodeur 1990–2014
- #99 - Wayne Gretzky (NHL)

### Hall of Famers
Följande spelare och ledare är invalda i Hockey Hall of Fame:
| Nat             | Person             | Invald | Roll |
| --------------- | ------------------ | ------ | --- |
| Kanada          | Jacques Lemaire    | 1984   | Huvudtränare 1993–1998, 2009–2010 och slutet av 2010 till 2011, ingick även i ledarstaben 2012–2015.          |
| Kanada          | Larry Robinson     | 1995   | Huvudtränare 1999–2002 och 2005–2006 samt assisterande tränare 1993–1995, 2002–2004, 2007–2008 och 2010–2012. |
| Tjeckoslovakien | Peter Šťastný      | 1998   | Spelade 1989–1993.                                                                                            |
| Ryssland        | Vjatjeslav Fetisov | 2001   | Spelade 1989–1995, assisterande tränare 1999–2002.                                                            |
| USA             | Herb Brooks        | 2006   | Huvudtränare 1992–1993.                                                                                       |
| Kanada          | Scott Stevens      | 2007   | Spelade 1991–2004, ingick i ledarstaben 2009–2012 samt 2014–2015, assisterande tränare 2012–2014.             |
| Ryssland        | Igor Larionov      | 2008   | Spelade 2003–2004.                                                                                            |
| USA             | Lou Lamoriello     | 2009   | General Manager och president 1987–2015 samt huvudtränare 2005–2006 och 2007.                                 |
| Kanada          | Doug Gilmour       | 2011   | Spelade 1996–1998.                                                                                            |
| Kanada          | Joe Nieuwendyk     | 2011   | Spelade 2001–2003.                                                                                            |
| Kanada          | Adam Oates         | 2012   | Assisterande tränare 2010–2012, ingick i ledarstaben 2014–2015.                                               |
| Kanada          | Brendan Shanahan   | 2013   | Spelade 1987–1991 och 2008–2009.                                                                              |
| Kanada          | Scott Niedermayer  | 2013   | Spelade 1992–2004.                                                                                            |
| Kanada          | Pat Burns          | 2014   | Huvudtränare 2002–2004, ingick i ledarstaben 2005–2010. Invand postumt då han avled 2010.                     |
| USA             | Phil Housley       | 2015   | Spelade 1995–1996.                                                                                            |
| Kanada          | Dave Andreychuck   | 2017   | Spelade 1996–1999.                                                                                            |
| Kanada          | Martin Brodeur     | 2018   | Spelade 1991–2014, har en ledarroll sen 2018.                                                                 |

### Troféer
| Stanley Cup - 1994–1995, 1999–2000, 2002–2003 Prince of Wales Trophy - 1994–1995, 1999–2000, 2000–2001, 2011–2012 Bill Masterton Memorial Trophy - Ken Daneyko: 1999–2000 - Brian Boyle: 2017–2018 Calder Memorial Trophy - Martin Brodeur: 1993–1994 - Scott Gomez: 1999–2000 Conn Smythe Trophy - Claude Lemieux: 1994–1995 - Scott Stevens: 1999–2000 E.J. McGuire Award of Excellence - Nico Hischier: 2017–2018 Frank J. Selke Trophy - John Madden: 2000–2001 Hart Memorial Trophy - Taylor Hall: 2017–2018 | Jack Adams Award - Jacques Lemaire: 1993–1994 James Norris Memorial Trophy - Scott Niedermayer: 2003–2004 King Clancy Memorial Trophy - P.K. Subban: 2021–2022 Lester Patrick Memorial Trophy - Lou Lamoriello: 1991–1992 - Neal Broten: 1997–1998 - Herb Brooks: 2001–2002 - Mike Emrick: 2003–2004 NHL Plus/Minus Award - Scott Stevens: 1993-1994 - Patrik Eliáš: 2000–2001 Vezina Trophy - Martin Brodeur: 2002–2003, 2003–2004, 2006–2007, 2007–2008 William M. Jennings Trophy - Martin Brodeur: 1996–1997, 1997–1998, 2002–2003, 2003–2004 - Mike Dunham: 1996–1997 |

## General managers
| - Bill MacMillan, 1982–1983 - Max McNab, 1983–1987 - Lou Lamoriello, 1987–2015 | - Ray Shero, 2015–2020 - Tom Fitzgerald, 2020– |

## Tränare
| - Bill MacMillan, 1982–1983 - Tom McVie, 1983–1984 - Doug Carpenter, 1984–1988 - Jim Schoenfield, 1988–1989 - John Cunniff, 1989–1991 - Tom McVie, 1991–1992 - Herb Brooks, 1992–1993 - Jacques Lemaire, 1993–19981 - Robbie Ftorek, 1998–2000 - Larry Robinson, 2000–20021 - Kevin Constantine, 2002 - Pat Burns, 2002–20051 - Larry Robinson, 2005 - Lou Lamoriello, 2005–20062 | - Claude Julien, 2006–2007 - Lou Lamoriello, 20072 - Brent Sutter, 2007–2009 - Jacques Lemaire, 2009–2010 - John MacLean, 2010 - Jacques Lemaire, 2010–2011 - Peter DeBoer, 2011–2014 - Adam Oates, 2014–2015 - Scott Stevens, 2014–2015 - John Hynes, 2015–2019 - Alain Nasreddine, 2019–2020 - Lindy Ruff, 2020–2024 - Travis Green, 2024 - Sheldon Keefe, 2024– |

## Lagkaptener
| - Don Lever, 1982–1984 - Mel Bridgman, 1984–1987 - Kirk Muller, 1987–1991 - Bruce Driver, 1991–1992 - Scott Stevens, 1992–20041 - Scott Niedermayer, 2004 - Lockout, 2004–2005 | - Patrik Eliáš, 2006–2007 - Jamie Langenbrunner, 2007–2011 - Zach Parise, 2011–2012 - Bryce Salvador, 2013–2015 - Andy Greene, 2015–2020 - Nico Hischier, 2021– |

1 Vann Stanley Cup med Devils.
2 Lamoriello som var general manager i Devils ryckte in som temporär coach när Larry Robinson respektive Claude Julien lämnade sina tränarjobb.

## Statistik

### Poängledare
Topp tio för mest poäng i klubbens historia. Siffrorna uppdateras efter varje genomförd säsong.

Pos = Position; SM = Spelade matcher; M = Mål; A = Assists; P = Poäng; P/M = Poäng per match * = Fortfarande aktiv i klubben ** = Fortfarande aktiv i NHL

#### Grundserie
Uppdaterat efter 2012-13
| Spelare           | Pos | SM    | M   | A   | P   | P/M |
| Patrik Eliáš*     | VF  | 1,090 | 375 | 555 | 930 | .85 |
| John MacLean      | HF  | 934   | 347 | 354 | 701 | .75 |
| Kirk Muller       | VF  | 556   | 185 | 335 | 520 | .94 |
| Scott Niedermayer | B   | 892   | 112 | 364 | 476 | .53 |
| Bobby Holik       | C   | 760   | 202 | 270 | 472 | .62 |
| Aaron Broten      | C   | 641   | 162 | 307 | 469 | .73 |
| Scott Gomez**     | C   | 548   | 116 | 334 | 450 | .82 |
| Scott Stevens     | B   | 956   | 93  | 337 | 430 | .44 |
| Zach Parise**     | HF  | 502   | 194 | 216 | 410 | .81 |
| Bruce Driver      | B   | 702   | 83  | 316 | 399 | .57 |

#### Slutspel
Uppdaterat efter 2011-12
| Spelare               | Pos | SM  | M  | A  | P   | P/M |
| Patrik Elias*         | C   | 162 | 45 | 80 | 125 | .77 |
| John MacLean          | HF  | 88  | 31 | 44 | 75  | .85 |
| Scott Gomez**         | C   | 97  | 21 | 44 | 65  | .67 |
| Scott Niedermayer     | B   | 146 | 17 | 47 | 64  | .43 |
| Scott Stevens         | B   | 153 | 17 | 45 | 62  | .40 |
| Brian Rafalski        | B   | 102 | 17 | 43 | 60  | .58 |
| Claude Lemieux        | HF  | 82  | 34 | 23 | 57  | .69 |
| Bobby Holik           | C   | 124 | 20 | 37 | 57  | .45 |
| Petr Sýkora           | HF  | 81  | 24 | 27 | 51  | .62 |
| Jamie Langenbrunner** | HF  | 68  | 18 | 32 | 50  | .73 |

## Svenska spelare
Uppdaterat: 2013-10-03
| Målvakter       | Målvakter  | Målvakter | Målvakter | Målvakter | Målvakter | Målvakter  | Målvakter | Målvakter | Målvakter | Målvakter | Målvakter | Målvakter | Målvakter  | Målvakter | Målvakter | Målvakter | Målvakter | Målvakter   |
| Spelare         | Tröjnummer | Från      | Till      | Matcher¹  | Vinster¹  | Förluster¹ | Övertid¹  | GAA¹      | SVS%¹     | Nollor¹   | Matcher²  | Vinster²  | Förluster² | Övertid²  | GAA²      | SVS%²     | Nollor²   | Stanley Cup |
| --------------- | ---------- | --------- | --------- | --------- | --------- | ---------- | --------- | --------- | --------- | --------- | --------- | --------- | ---------- | --------- | --------- | --------- | --------- | ----------- |
| Johan Hedberg   | 1          | 2010      | 2013      | 80        | 38        | 29         | 7         | 2,45      | 0,904     | 8         | 1         | 0         | 1          | 0         | 1,67      | 0,929     | 1         | 0           |
| Eddie Läck      | 31         | 2017      | 2018      | 4         |           |            |           |           |           |           |           |           |            |           |           |           |           |             |
| Jacob Markström |            | 2024      |           |           |           |            |           |           |           |           |           |           |            |           |           |           |           |             |

| Utespelare          | Utespelare | Utespelare | Utespelare | Utespelare | Utespelare | Utespelare | Utespelare | Utespelare | Utespelare | Utespelare | Utespelare | Utespelare | Utespelare | Utespelare | Utespelare | Utespelare  |
| Spelare             | Pos        | Tröjnummer | K/A        | Från       | Till       | Matcher¹   | Mål¹       | Assists¹   | Poäng¹     | PIM¹       | Matcher²   | Mål²       | Assists¹   | Poäng²     | PIM²       | Stanley Cup |
| ------------------- | ---------- | ---------- | ---------- | ---------- | ---------- | ---------- | ---------- | ---------- | ---------- | ---------- | ---------- | ---------- | ---------- | ---------- | ---------- | ----------- |
| Anders Carlsson     | C          | 20         |            | 1986       | 1989       | 104        | 7          | 26         | 33         | 40         | 3          | 1          | 0          | 1          | 2          | 0           |
| Patrik Sundström    | VF         | 17         | A          | 1987       | 1992       | 302        | 86         | 160        | 246        | 168        | 26         | 9          | 16         | 24         | 16         | 0           |
| Tommy Albelin       | B          | 26,6       |            | 1988 2001  | 1996 2006  | 540        | 27         | 125        | 152        | 251        | 71         | 7          | 15         | 22         | 20         | 2           |
| Peter Sundström     | C          | 17         |            | 1989       | 1990       | 21         | 1          | 2          | 3          | 4          | 0          | 0          | 0          | 0          | 0          | 0           |
| Ricard Persson      | B          | 5          |            | 1995       | 1996       | 13         | 2          | 1          | 3          | 8          | 0          | 0          | 0          | 0          | 0          | 0           |
| Josef Boumedienne   | B          | 29         |            | 2001       | 2002       | 1          | 1          | 0          | 1          | 2          | 0          | 0          | 0          | 0          | 0          | 0           |
| Andreas Salomonsson | C          | 21, 15     |            | 2001       | 2002       | 39         | 4          | 5          | 9          | 22         | 4          | 0          | 1          | 1          | 0          | 0           |
| Christian Berglund  | VF         | 10, 17     |            | 2001       | 2004       | 76         | 8          | 15         | 23         | 32         | 3          | 0          | 0          | 2          | 0          | 0           |
| Johnny Oduya        | B          | 29         |            | 2006       | 2010       | 273        | 17         | 53         | 70         | 155        | 18         | 0          | 2          | 2          | 18         | 0           |
| Niclas Bergfors     | HF         | 12, 18     |            | 2007       | 2010       | 63         | 14         | 14         | 28         | 10         | 0          | 0          | 0          | 0          | 0          | 0           |
| Niclas Hävelid      | B          | 28         |            | 2009       | 2009       | 15         | 0          | 4          | 4          | 6          | 7          | 0          | 1          | 1          | 2          | 0           |
| Jacob Josefsson     | C          | 16         |            | 2010       | 2016       | 276        | 18         | 42         | 60         | 78         | 6          | 0          | 1          | 1          | 0          | 0           |
| Henrik Tallinder    | B          | 7          |            | 2010       | 2013       | 146        | 6          | 20         | 26         | 66         | 3          | 0          | 0          | 0          | 0          | 0           |
| Mattias Tedenby     | VF         | 21         |            | 2010       | 2014       | 120        | 10         | 20         | 30         | 42         | 0          | 0          | 0          | 0          | 0          | 0           |
| Alexander Urbom     | B          | 29, 33     |            | 2010       | 2013       | 14         | 2          | 0          | 2          | 9          | 0          | 0          | 0          | 0          | 0          | 0           |
| Adam Larsson        | B          | 5          |            | 2011       | 2016       | 274        | 9          | 60         | 69         | 155        | 5          | 1          | 0          | 1          | 4          | 0           |
| Marcus Johansson    | VF         | 90         |            | 2017       | 2019       | 77         | 17         | 24         | 41         | 22         | 3          | 0          | 0          | 0          | 0          | 0           |
| Jesper Bratt        | VF         | 63         |            | 2017       |            |            |            |            |            |            |            |            |            |            |            |             |
| Jesper Boqvist      | C          | 70         |            | 2019       | 2023       | 189        | 28         | 27         | 55         | 22         | 6          | 0          | 0          | 0          | 0          | 0           |
| Andreas Johnsson    | C          | 11         |            | 2020       | 2023       | 123        | 18         | 28         | 46         | 42         | 0          | 0          | 0          | 0          | 0          | 0           |
| Fabian Zetterlund   | HF         | 49         |            | 2021       | 2023       | 59         | 9          | 19         | 28         | 6          | 0          | 0          | 0          | 0          | 0          | 0           |
| Alexander Holtz     | HF         | 10         |            | 2022       | 2024       | 110        | 19         | 15         | 34         | 24         | 0          | 0          | 0          | 0          | 0          | 0           |

¹ = Grundserie
² = Slutspel
Övertid = Vunnit matcher som har gått till övertid. | GAA = Insläppta mål i genomsnitt | SVS% = Räddningsprocent | Nollor = Hållit nollan det vill säga att motståndarlaget har ej lyckats göra mål på målvakten under en match. | K/A = Om spelare har varit lagkapten och/eller assisterande lagkapten | PIM = Utvisningsminuter

## Devils förstarundsval i NHL Entry Draft
| - 1982: Rocky Trottier (Devils) (1983–1985, C) Vald som nummer åtta. - 1982: Ken Daneyko (Devils) (1983–2003, B) Vald som nummer 18. - 1983: John MacLean (Devils, Sharks, Rangers, Stars) (1983–2002, HF) Vald som nummer sex. - 1984: Kirk Muller (Devils, Canadiens, Islanders, Maple Leafs, Panthers, Stars) (1984–2003, VF) Vald som nummer två - 1985: Craig Wolanin (Devils, Nordiques, Avalanche, Lightning, Maple Leafs) (1985–1998, B) Vald som nummer tre. - 1986: Neil Brady (Devils, Senators, Stars) (1990–94, C) Vald som nummer tre. - 1987: Brendan Shanahan (Devils, Blues, Whalers, Red Wings, Rangers) (1987–2010, HF) Vald som nummer två. - 1988: Corey Foster (Devils, Flyers, Penguins, Islanders) (1989, 1992, 1996–1997, B) Vald som nummer tolv. - 1989: Bill Guerin (Devils, Oilers, Bruins, Stars, Blues, Sharks, Islanders, Penguins) (1991–2010, HF) Vald som nummer fem. - 1989: Jason Miller (Devils) (1990–1993, VF) Vald som nummer 18. - 1990: Martin Brodeur (Devils) (1992–, MV) Vald som nummer 20. | - 1991: Scott Niedermayer (Devils, Ducks) (1992–2010, B) Vald som nummer tre. - 1991: Brian Rolston (Devils, Avalanche, Bruins, Wild, Islanders) (1994–2013, VF) Vald som nummer 11. - 1992: Jason Smith (Devils, Maple Leafs, Oilers, Flyers, Senators) (1993–2009, B) Vald som nummer 18. - 1993: Denis Pedersen (Devils, Canucks, Coyotes, Predators) (1996–2003, C) Vald som nummer 13. - 1994: Vadim Sharifijanov (Devils, Canucks) (1997, 1998–2000, VF) Vald som nummer 25. - 1995: Petr Sýkora (Devils, Mighty Ducks, Rangers, Edmonton Oilers, Penguins, Wild) (1995–2010, 2011–2012, HF) Vald som nummer 18. - 1996: Lance Ward (Panthers, Mighty Ducks) (2000–2004, B) Vald som nummer 10. - 1997: Jean-François Damphousse (Devils) (2001, MV) Vald som nummer 24. - 1998: Mike Van Ryn (Blues, Panthers, Maple Leafs) (2001–2010, B) Vald som nummer 26. - 1999: Ari Ahonen (Spelade aldrig i NHL.) (, MV) Vald som nummer 24. - 2000: David Hale (Devils, Flames, Coyotes, Lightning, Senators) (2003–2011, B) Vald som nummer 22. | - 2001: Adrian Foster (Spelade aldrig i NHL.) (, C) Vald som nummer 28. - 2002: Devils saknade val i förstarundan. - 2003: Zach Parise (Devils, Wild) (2005–, VF) Vald som nummer 17. - 2004: Travis Zajac (Devils) (2006–, C) Vald som nummer 20. - 2005: Niclas Bergfors (Devils, Thrashers, Panthers, Predators) (2008–2011, HF) Vald som nummer 23. - 2006: Matt Corrente (Devils) (2009–, B) Vald som nummer 30. - 2007: Devils saknade val i förstarundan. - 2008: Mattias Tedenby (Devils) (2010–, VF) Vald som nummer 24. - 2009: Jacob Josefson (Devils) (2010–, C) Vald som nummer 20. - 2010: Devils saknade val i förstarundan. - 2011: Adam Larsson (Devils) (2011–, B) Vald som nummer fyra. - 2012: Stefan Matteau (Devils) (2013–, C) Vald som nummer 29. - 2013: Devils saknade val i förstarundan. |